# A11 (motorväg, Italien)
A11 är en motorväg i Italien som går mellan Florens och Pisa.